# Adam Obrubański
Adam Józef Obrubański (Kopytsjyntsi, 28 december 1892 – Katyn, 1940) was een Pools  voetballer, scheidsrechter, atleet, militair, advocaat, rechter, activist en journalist. Obrubański behaalde in 1932 een doctoraat in de rechten aan de Jagiellonische Universiteit. In 1940 werd hij vermoord tijdens het bloedbad van Katyn.

## Biografie
Als voetballer begon Obrubański bij AZS Kraków. Deze club ging in 1912 echter, als eerste in de geschiedenis van het Poolse voetbal, in vereffening, waarna hij de overstap maakte naar Wisła Kraków. Door de vele verplaatsingen met de Poolse krijgsmacht kon hij echter nooit lang op dezelfde plaats verblijven, waardoor hij ook een tijd voor ŁKS Łódź speelde. Na zijn carrière als speler was hij ook nog actief als scheidsrechter en coach, onder meer als bondscoach van het Pools voetbalelftal. Ook stond hij in 1924 en 1925 op de scheidsrechterlijst van de FIFA, en floot hij in 1927 wedstrijden van het eerste seizoen van de Ekstraklasa.
Obrubański werkte als journalist nog voor Ilustrowanego Kuryera Codziennego en Raz Dwa Trzy.